# Socket R
LGA 2011, також відомий як Socket R — родина роз'ємів для процесорів Intel. Замінює платформи на базі роз'єму LGA 1366 (Socket B) у високопродуктивних настільних системах. Роз'єм має 2011 підпружинених контактів, які стикаються з контактними ділянками на нижній частині процесора, виконаний за технологією LGA.
Сокет використовувався для різних поколінь процесорів, від Sandy Bridge (від 2011 ріку) до Broadwell (2014-2016 рік). Має три генерації 
LGA 2011-0 (Soket R), LGA 2011-1 (Soket R2) or LGA 2011-v3 (Soket R3), які механічно сумісні, проте не підтримують процесори чужих поколінь. Для убезпечення використання несумісних процесорів використовується механізм ILM (англ. Independent Loading Mechanism - незалежний механізм завантаження).

## Можливості
LGA 2011 використовує шину QPI, щоб з'єднатися з додатковим процесором у двопроцесорних системах або з додатковими чипсетами. Процесор виконує функції північного мосту, такі як контролер пам'яті, контролер шини PCI-E, DMI, FDI тощо. Процесори LGA 2011 підтримують чотириканальний режим роботи оперативної пам'яті DDR3-1600 і 40 ліній PCIe 3.0. Як і його попередник, LGA 1366 не передбачає для інтегрованої графіки. Процесори серії Extreme Edition містять шість ядер з 15 МБ загальної кеш-пам'яті. Материнські плати на базі процесорного роз'єму LGA 2011 мають 4 або 8 роз'ємів DIMM, що дозволяє забезпечувати максимальну підтримку 32 ГБ, 64 ГБ або 128 ГБ оперативної пам'яті.
LGA 2011 представлений разом з Sandy Bridge-EX 14 листопада 2011.
LGA 2011 також буде сумісний з майбутніми процесорами Ivy Bridge-E.